# Тышкевич, Бенедикт
Бенедикт Эммануил Тышкевич (пол. Benedykt Emanuel Tyszkiewicz; 22 августа 1801 — 15 августа 1866) — литовский аристократ, граф, владелец Красного Двора, коллекционер и меценат.

## Происхождение и семья
Представитель литовского шляхетского рода Тышкевичей герба «Лелива». Третий (младший) сын Михаила Иосифовича Тышкевича (1761—1839) и Иоанны Карп (1777—1816). Старшие братья — Ян Константин и Юзеф Михал Тышкевичи.

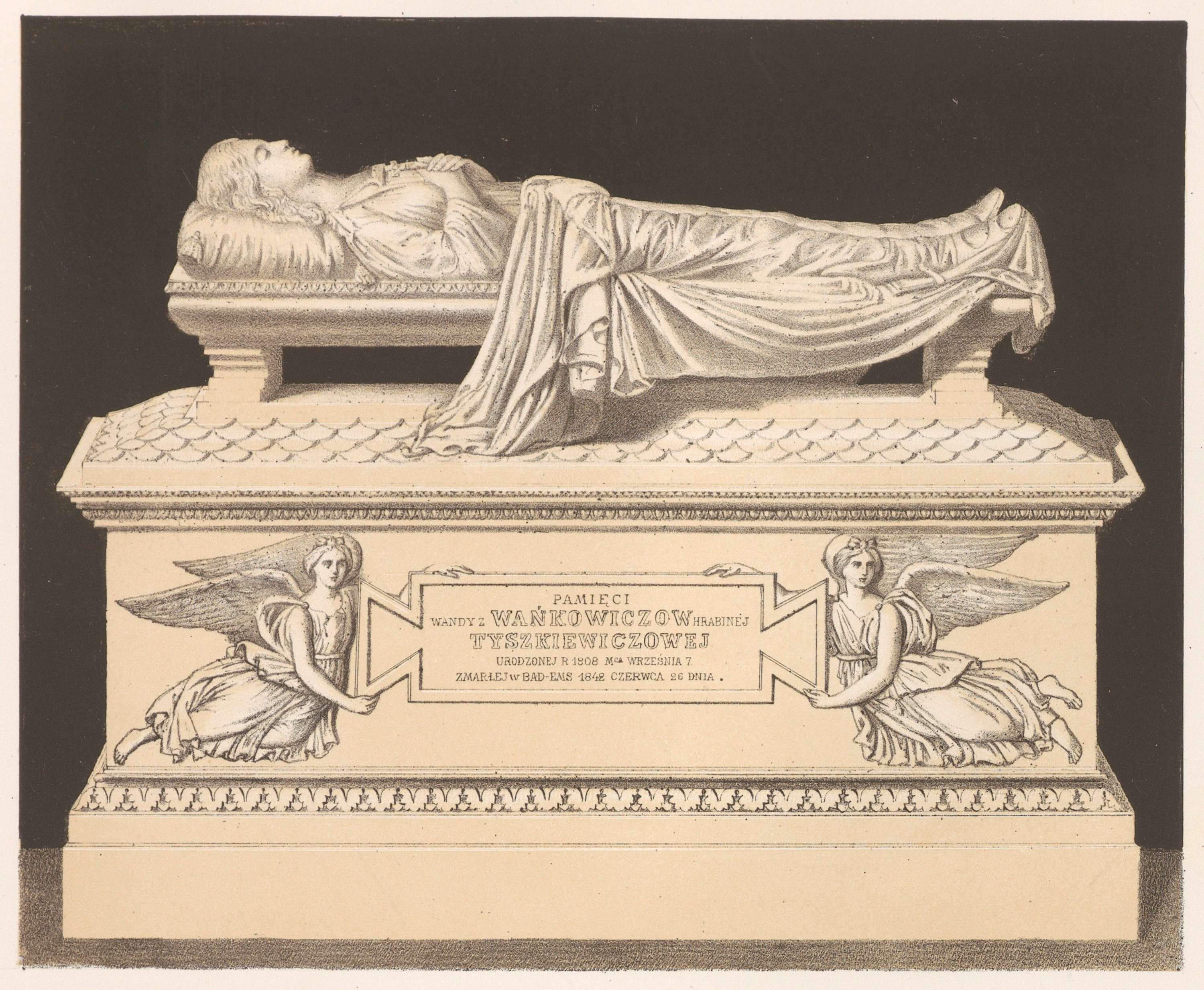
Надгробие Ванды Ванькович

В 1826 году Бенедикт Тышкевич женился на Ванде Ванькович (7 сентября 1808 — 26 июня 1842), дочери игуменского уездного предводителя Антона Ваньковича (1780—1812) и Анны Солтан (ок. 1790—1812). От нее имел трех дочерей:
- Графиня Людгарда Тышкевич-Логойская (18 сентября 1826 — 20 марта 1904), муж с 1848 года князь Владислав Яблоновский (1818—1875)
- Графиня Иоанна Валерия Клементина Тышкевич-Логойская (1827—1848), жена с 1844 года графа Михала Тышкевича (1824—1854)
- Мария Ванда Тышкевич-Логойская (5 августа 1833 — 17 ноября 1860), в 1852 году после смерти своей старшей сестры Иоанны, вышла замуж за её мужа, Михала Тышкевича (1824—1854). В 1852 году у них родился сын — Бенедикт Генрик Тышкевич (1852—1935), известный в будущем фотограф.

Второй женой Бенедикта Тышкевича стала представительница семьи Карпов, как и его мать.
В 1846—1849 годах граф Бенедикт Тышкевич был маршалком Ковенской губернии. В 1863 году поддерживал участников польского восстания.

## Недвижимость
23 июня 1826 года Михал Тышкевич купил для своего сына Бенедикта поместье Немеж у Фердинанда Плятера. В 1819 году граф Михал Тышкевич приобрел имение Красный Двор у потомков Шимона Забелло, и в 1835 году Бенедикт реконструировал его с помощью итальянского архитектора Чезаре Аничини. Примерно в то же время усадьба была окружена садом в английском стиле, с большой оранжереей, в которой начали выращивать лимонное дерево. В оранжерее граф поселил аллигаторов, обезьян и попугаев. После своих путешествий граф-владелец дворца-музея постоянно пополнял свою коллекцию новыми произведениями искусства, дорогими ювелирными украшениями, сувенирами, интересными вещами из Египта, Индии, Китая, Японии, Африки, Америки, Кубы. Из экзотических земель были переданы все виды природных достопримечательностей — страусиные яйца, кокосовые орехи и продукты их оболочек, рога животных. Замок стал любимым местом развлечения знати со всей Польши и Литвы.
Бенедикт Тышкевич был настоящим любителем искусств и меценатом. В его имении жили и работали художники Альберт Жамет, Александр Слендзинский, Михал Эльвиро Андриолли и другие. Резиденция была известно своей выдающейся коллекцией изобразительного искусства, в том числе произведениями Леонардо да Винчи, Караваджо, Рубенса и Андреа дель Сарто. Также Тышкевич собрал крупную библиотеку, в которой были хроники из Нюрнберга XV века, хроники европейских военных походов, напечатанные в XVII веке, работы Галилео Галилея, «Жизнеописание Святых» на польском языке под редакцией Петра Скарги, трактат по архитектуре, написанный зодчим-маньеристом Себастьяном Серлио, который проектировал Дворец Фонтенбло, «Сатиры» польского поэта-оппозиционера Кшиштофа Опалинского, «Трубы словес проповедных на нарочитыя дни праздников» архиепископа Лазаря Барановича, изданные в XVII веке в типографии Киево-Печерской лавры.
Построенная в 1835 году на средства Бенедикта Тышкевича первая в Красном Дворе деревянная часовня была заменена в 1852—1857 годах постоянной церковью по проекту Чезаре Аничини. Михал Эльвиро Андриолли по заказу Тышкевича сделал роспись главного алтаря, гипсовую лепнину, скульптурный фриз и другие украшения интерьера в стиле Людовика XV. Также для построенной церкви сделал росписи креста и некоторых алтарей Александр Слендзинский. В этой церкви Бенедикт Тышкевич и был похоронен рядом со своей первой женой.